# 化學地層學
化學地層學（英語：Chemostratigraphy）
是研究沉積層內的化學變化以確定地層對比關係的學科. 該學科領域，在 1980 年代初期才開始被普遍使用，但化學地層學的基本思想與地層學本身一樣古老：如同利用化石或岩石特性，來對比在不同地區的地層。在一序列地層中，各地層的顏色有明顯的不同。 這種顏色差異通常起源於在沉積和石化過程中，因摻入過渡金屬而引起的變化。 顏色的差異也可由所含的機碳含量的變化而不同。 
過去，由於化學分析所需費用，對化學地層學並沒有被普遍研究。
最近，由於化學分析新的技術的發展，例如應用於火成岩分析的電子微探針，以及用於在鑽井場的石油勘探X射線荧光光谱儀，提供了大量的岩石分析資料。沉積地質學家，得以使用這些資料分析地層化學的成分。 同時，原子物理學的進步也促進了穩定同位素地球化學的研究。最早期的化學地層學研究是 Harold Urey 和 Cesare Emiliani 在 1950 年的報告，他們利用在有孔蟲的方解石殼中的氧同位素，來推論過去海洋的溫度。
化學地層學對地質界提供兩種有用的資料。首先，利用化學地層學所建立的岩石化學的變化與沈積物沉積環境的變化關係，推論局部、區域和全球的環境變化。例如一個極端的例子是在全球白堊紀和第三紀系統之間的邊界附近發現了高濃度的銥地層。在地殼中通很少有這些高濃度的銥，這表明這些高濃度的銥可能是來自大型小行星撞擊。利用地層中碳 13/碳 12 比率,是一個比較普通的例子，來推論生物在過去進化不同階段中，它們的碳循環過程的變化。其次，化學地層學可以提供區域或全球性的地層對比資料。例如地層本身所含的放射性元素，能測定年地層形成的年代，或提供可以限制地層形成的年代的資訊，例如地層中代表火山活動的岩石。然而，許多沉積岩因缺乏所需的高濃度放射性核元素，不能測定其年代。以至於無法與鄰近的地層對比。但是這些地層中的許多化學資料，可被利用來對比。因此，利用這些非常規性的對比數據，擴展了我們對地質構造靜止活動區域和其中生物歷史演變的理解。化學地層學也作為對地層學子領域的檢查，例如生物地層學和磁性地層學。